# 南部鉄道 (ハノーファー)
ハノーヴァー南部鉄道（ハノーヴァーなんぶてつどう、ドイツ語: Hannöversche Südbahn）、またハノーファー - カッセル線（ハノーファー - カッセルせん、ドイツ語: Bahnstrecke Hannover–Kassel）は、ニーダーザクセン州の州都ハノーヴァーとヘッセン州のカッセルを結ぶ幹線であり、廃止区間を除外すると複線で電化されている。この路線の主な経由地はゲッティンゲン、ハン・ミュンデンであり、現在両駅の間は廃止されている。

## 歴史

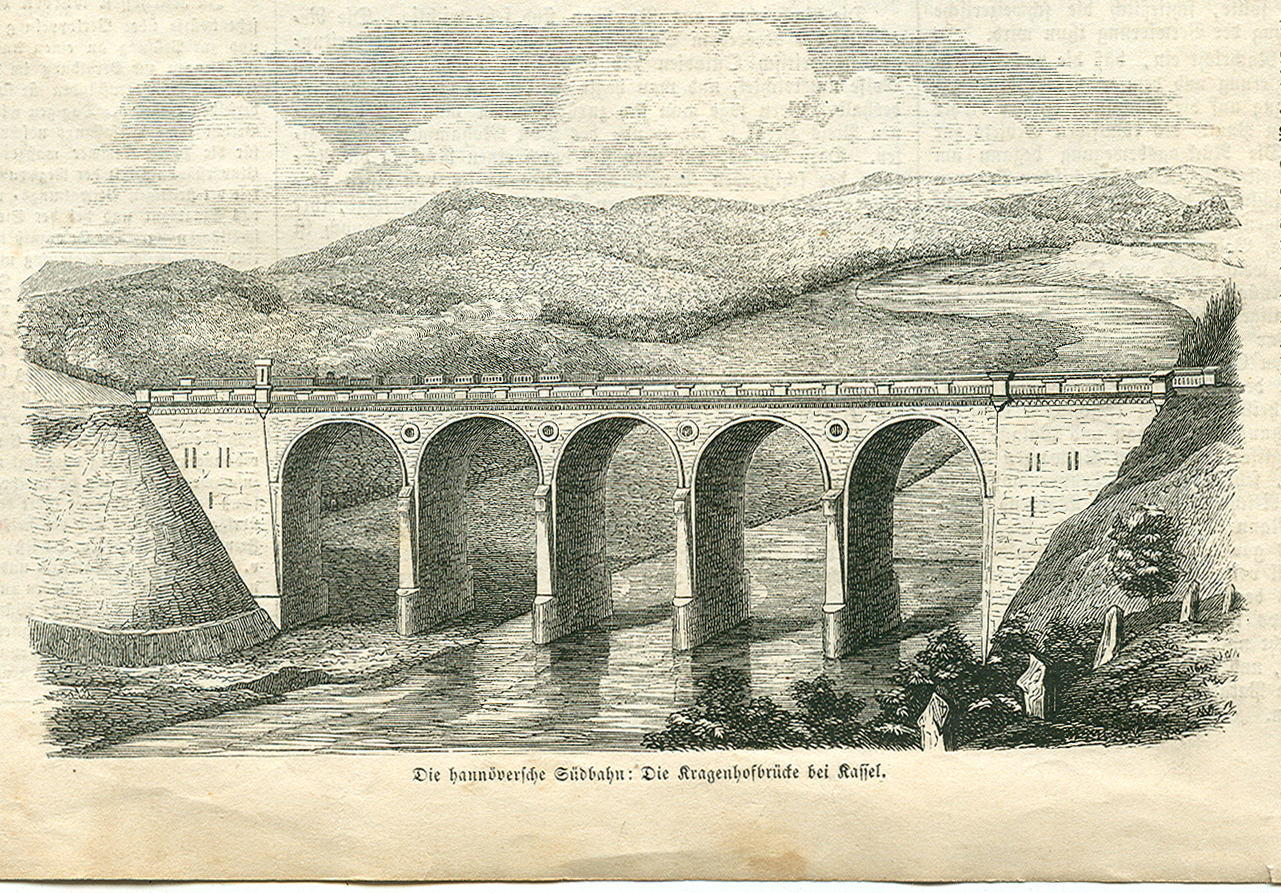
ハノーバー南部鉄道のカッセル近くのクラーゲンホーフ鉄道橋（1856年、イルストリールト新聞に掲載された木版画）

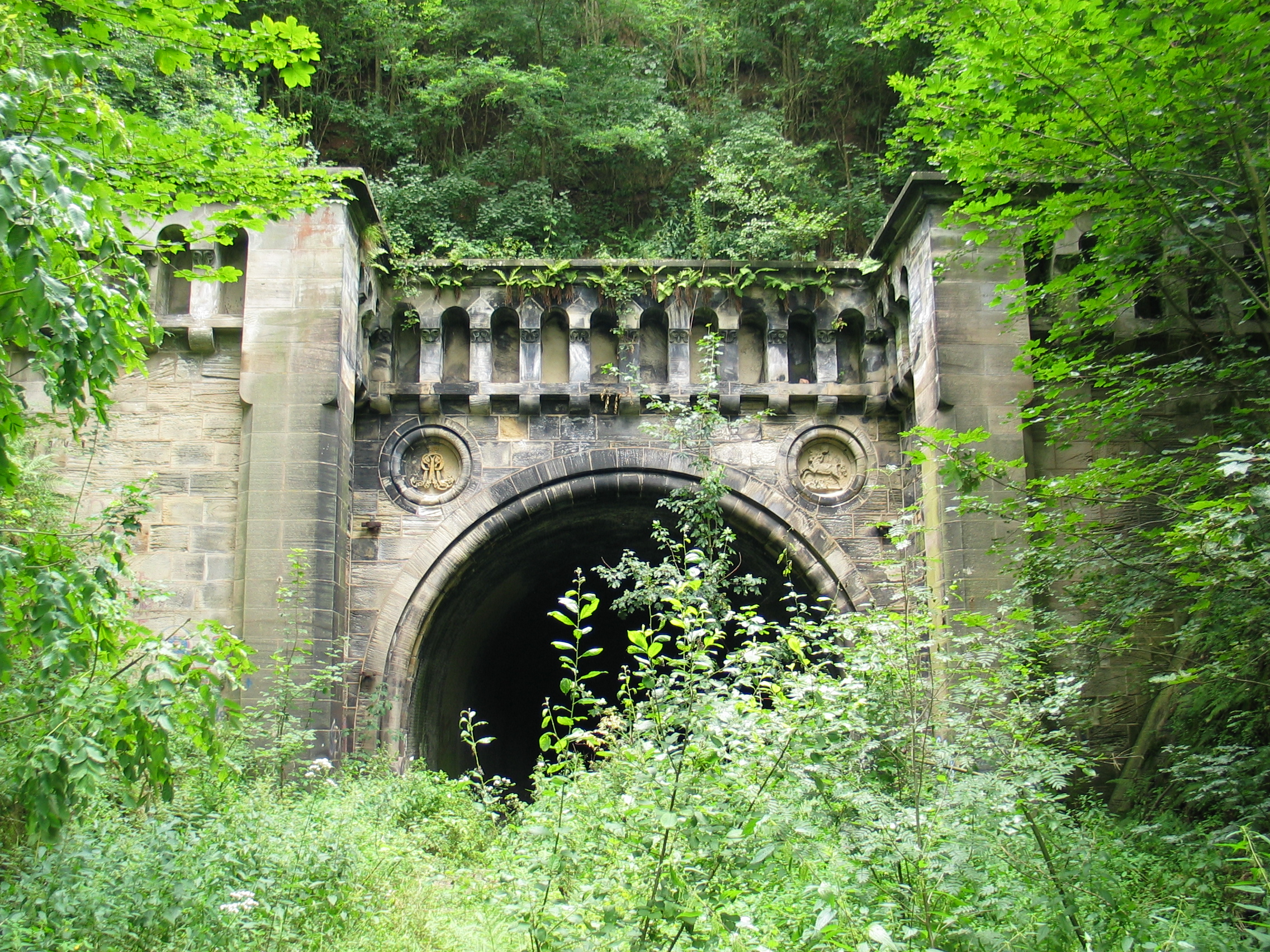
草の繁茂する旧フォルクマルスハウゼントンネルの南出口

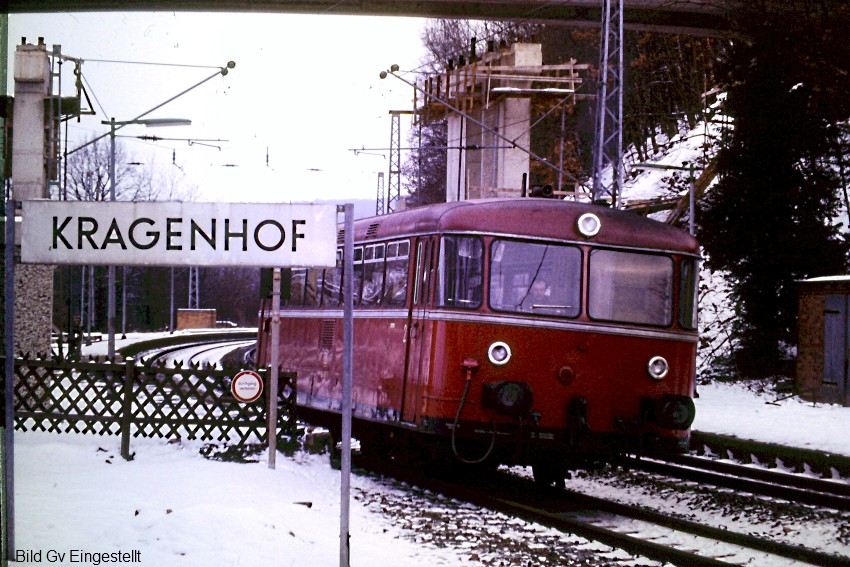
シュピーカースハウゼン近くの旧クーラゲンホーフ駅で停車する気動車

ハノーファー王国の中心地から南を向けて鉄道を建設する方案は1830年代当時ゲッティンゲンの法律家であったフェルディナント・オェスターライ（Ferdinand Oesterley）が主張した。1847年に建設エンジニアルドルフ・ベルク（Rudolph Berg, 1823~1883）は、「ハノーバーとカッセルの鉄道建設」の計画案を作成した。北側の区間ハノーファー - アルフェルトは1853年5月1日に、またアルフェルト - ゲッティンゲン区間は1854年7月31日にそれぞれ開通された。その時からずっと、この区間は重要なドイツ南北幹線の一部として運営されている。ドランスフェルトの勾配区間として知られた、南側のゲッティンゲン - ハン・ミュンデン区間は、1856年5月8日に開業されて、1980年から1995年まで段階的に廃止された。ハン・ミュンデン - カッセル間は1856年に追加され、ハノーファー南部鉄道の一部として現在も運営されている。
ハノーファー南部鉄道（Hannöversche Südbahn）という名称は1866年にプロイセンの併合で自然に使用されなかったが、今日では鉄道愛好家の中で習慣的に使用されている。ハノーバーからゲッティンゲンまでの区間は現在ほとんど南北ルートに含まれている。
この鉄道路線は、ハン・ミュンデンの港および商品取引所とハノーバー王国の首都を連結するために、ハノーバー王立鉄道によって建設された。ハノーヴァーからゲッティンゲンまで、線路は比較的簡単にライネタールを通り抜けることができましたが、重要な醸造所の町アインベックを迂回した。ヘッセン地域を貫通する経路を避けるために、次の南側区間は、難工事の地形と高い傾斜度にもかかわらず、ドランスフェルトを経由してハン・ミュンデンに至る。これが、ルートのこのセクションの「ドランスフェルト傾斜（Dransfelder Rampe）」という名前の由来である。

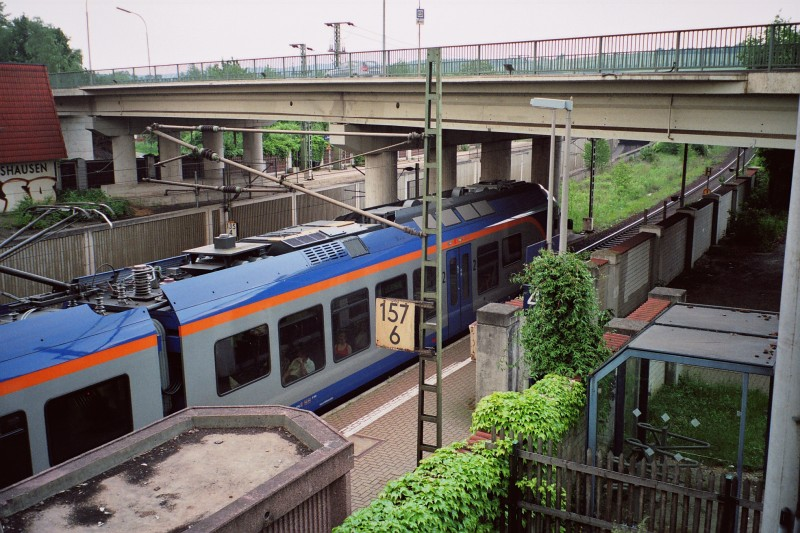
フルダタール＝イーリンスハウゼン駅で停車するカントゥス鉄道の電車。連邦鉄道は、高速線（トラフ内）の建設後、この駅の廃止を計画した。

ブラウンシュウィク公国領のクライエンゼンを除く、カッセル近郊のクラーゲンホーフまでの区間は、今日では完全にハノーファー王国領に属して、今日ではニーダーザクセン州にある。しかしこの路線はドイツ国営鉄道時代にはハノーファー - ゲッティンゲン区間とゲッティンゲン - ハン・ミュンデン区間と分離運営された。一方では、時刻表番号がそれぞれに付けられて、他方では管轄管理局が分離された。
1960年代まで、ハノーファー南部鉄道の全体区間はドイツで重要な幹線鉄道の一つであった。第二次世界大戦の終戦後、東西分断により列車通行の主流は南北方向に移されて、この路線はケルン - フランクフルトのライン川路線と並んで注目すべき路線となった。どころが、1963年に南北幹線ハノーファー - ゲーミュンデン（マイン）区間が、1964年にカッセル - ハン・ミュンデン - アイヒェンベルク区間が電化されたときに、ドランスフェルト区間の状況が変わった。ゲッティンゲン - ドランスフェルト - ハン・ミュンデン区間は電化されなかった。それ以来、距離は8 kmほどより長いけれども、列車は傾斜度の低い、電化されたアイヒェンベルク経由の区間を走行している。1980年5月にドランスフェルト勾配区間の旅客運送が中止されて、2年後、ゲッティンゲン - ドランスフェルト区間で線路撤去が開始された。残りのハン・ミュンデン - ドランスフェルト区間は10年から15年までの期間に貨物用路線として使用されたが、その区間も廃止され、線路が部分的に撤去された。それでハノーファー南部鉄道はゲッティンゲン - ハン・ミュンデン区間で断絶された。
列車通行量の不断な増加を考慮すると、この路線は1960年代に新しいインターロック技術と追加の追い越しトラックも装備され、線路の上部構造は強化されました。負荷の増加は、新しいラインの建設についての議論につながった。
1時間ごと運行のインターシティ列車の導入で、ハノーバー - ゲッティンゲン区間の交通量は慢性的に多すぎた。IC列車は、D列車、急行列車、中距離列車、貨物列車とルートを共有していた。複数の列車がブロック距離で互いに追従することは珍しいことではなかった。カッセル中央駅は頭端式駅の故、IC路線網から分離され、列車はベーブラを経由することとなった。
ハノーファー - ヴュルツブルク高速線の建設過程で、ハノーファー南部鉄道は、ノルトハイム・キースゼーの地域で東の方に移設された。1985年11月に在来線の移設区間が運用された以降に、初めて新線の建設工事が開始された。ハノーファー市とラーツェン市では、高速線の建設過程で9つの踏切が撤去された。また、ゲッティンゲンの北の共通区間では（エデースハイムまで）、いくつかの踏切が廃止された。1978年と1979年に、エーデルワイス - ゲッティンゲン区間で必要な臨時施設に関する計画承認決定が採用された。
ハノーファー - ゲッティンゲン区間でハノーファー南部鉄道とほぼ平行で、いくつかの接続地点のあるハノーファー - ヴュルツブルク高速線が1991年開通された際に、北の部分もその最も重要な長距離列車編を喪失した。その以降、IC列車編は高速線経路に移されて、ますますICE列車編に転換された。一方、インターレギオと急行列車は引き続き在来線を通行した。インターレギオ列車はIC列車に転換された。カッセルではカッセル・ヴィルヘルムスホェーエ駅が長距離鉄道駅として1991年に開業された。
2005年12月以降、ハンブルクからユルツェン、ハノーファーを経由してゲッティンゲンまで至る中距離列車路線はメトロノーム鉄道により運営されている。レーネ - ヒルデスハイム区間の普通列車はエルツェ駅、ノルドシュテンメン駅を経由して、2003年から2011年12月までユーロバーンにより運営された。 2011年以降に、ノルトヴェスト鉄道はその路線の運営を引き継いた。

## 運行形態

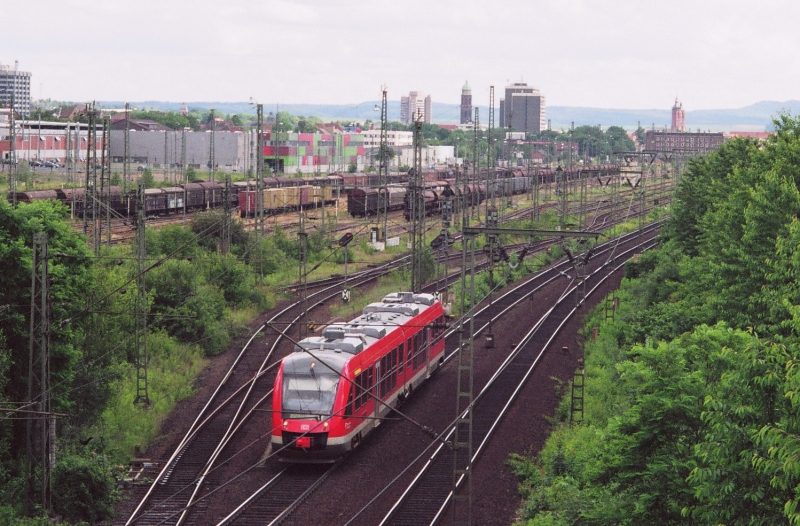
ノルトハウゼン（ハルツ山地南部）方面の鉄道車両がゲッティンゲン駅を出発する。

ICE高速列車はほぼ主に高速線で走行するが、シュトラールズント - カールスルーエ区間のインターレギオ列車は今頃「インターシティ」として、2009年12月の時刻表変更まで2時間ごとに運行された。2009年の時刻表の変更以降、このIC路線は高速線走行に移された。
- 快速列車（RE2）: ハノーヴァー - ザールシュテット - ノルトシュテメン - エルツェ - バンテルン - アルフェルト - フレーデン - クライエンゼン - アインベック＝ザルツデルへルデン - ノルトハイム - ノェルテン＝ハルデンベルク - ゲッティンゲン。60分間隔。メトロノーム所属。
- 快速列車（RE10）: ハノーバー - ザールシュテット - ヒルデスハイム - ザルツギター・リンゲルハイム - ゴースラー - バート・ハルツブルク。60分間隔。

- Sバーン（S4）: ベンネンミューレン - ハノーヴァー - ハノーファー見本市＝ラーツェン - レーテン - ザールシュテット - バルンテン - ヒルデスハイム。30分間隔。使用車両は424形電車および425形電車。

夜行列車やカートレインも地域列車と同じく「在来線」を通行する。この路線では今もなお貨物列車が頻繁に運行されている。

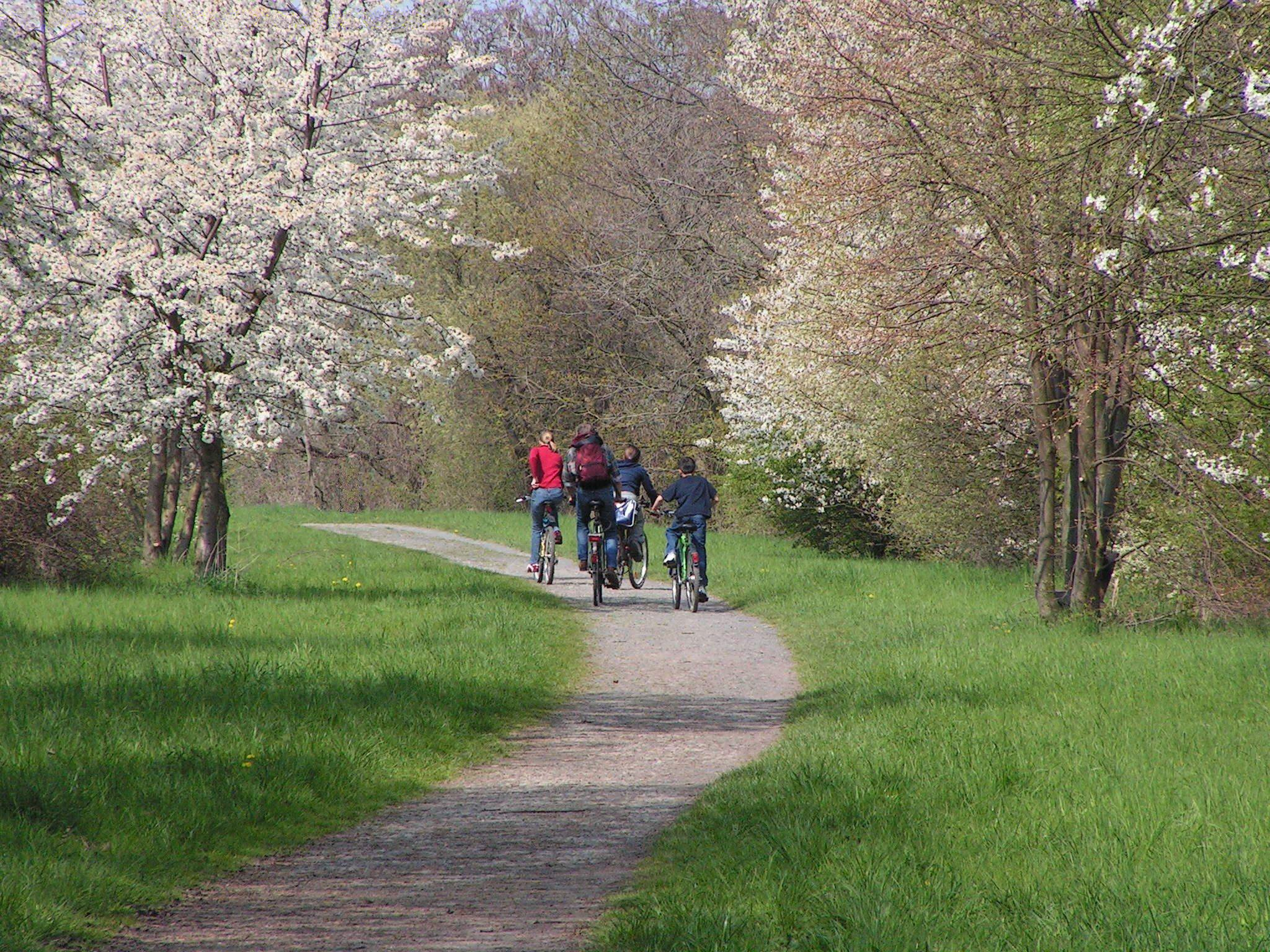
自転車道に変化されたドランスフェルト傾斜区間の廃線跡

ゲッティンゲン - ハン・ミュンデン区間は主に自転車道に改造されて、一部は動植物生息地保護区域として指定されている。現在、一部の鉄道用地は住宅用または商業用の建物で建てられている。
以前と同様に、ドランスフェルトの区間が通過した町では、RBB120番のバスがDBレギオ所属で運行される。
- 普通列車（RB87）: ゲッティンゲン - アイヒェンベルク - ハン・ミュンデン - フルダタール＝イーリンスハウゼン - フェルマル＝ニーダーフェルマル - カッセル。60分間隔。カントゥス交通会社所属。
- 快速列車（RE9）: ハレ（ザーレ） - アイヒェンベルク - ハン・ミュンデン - カッセル。アベリオ鉄道中央ドイツ法人所属。